# Русский энциклопедический словарь
«Русский энциклопедический словарь» — российское энциклопедические издание второй половины XIX века (1873—1879) из 16 томов под редакцией И. Н. Березина.